# Condado de Iosco
El condado de Iosco (en inglés: Iosco County, Míchigan), fundado en 1840, es uno de los 83 condados del estado estadounidense de Míchigan. En el año 2000 tenía una población de 27.339 habitantes con una densidad poblacional de 19 personas por km². La sede del condado es Tawas City.

## Geografía
Según la Oficina del Censo, el condado tiene un área total de 4898 km² (1891,1 mi²), de la cual 1422 km² (549 mi²) es tierra y 3476 km² (1342,1 mi²) es agua.

## Condados adyacentes
- Condado de Alcona norte
- Condado de Arenac sudoeste
- Condado de Ogemaw oeste
- Condado de Oscoda noroeste

## Demografía
En el 2000 la renta per cápita promedia del condado era de $31,321, y el ingreso promedio para una familia era de $37,452. El ingreso per cápita para el condado era de $17,115. En 2000 los hombres tenían un ingreso per cápita de $30,388 frente a los $21,149 que percibían las mujeres. Alrededor del 12.70% de la población estaba bajo el umbral de pobreza nacional.

## Lugares

### Ciudades
- East Tawas
- Tawas City
- Whittemore

### Lugares designados por el censo
- Au Sable
- Oscoda

### Comunidades no incorporadas
- Hale
- Long Lake
- National City

### Municipios
| - Municipio de Alabaster - Municipio de Au Sable - Municipio de Baldwin - Municipio de Burleigh | - Municipio de Grant - Municipio de Oscoda Charter - Municipio de Plainfield - Municipio de Reno | - Municipio de Sherman - Municipio de Tawas - Municipio de Wilber |